# Downton Abbey: una nueva era
Downton Abbey: una nueva era (título original: Downton Abbey: A New Era) es una película británico-estadounidense de drama histórico y secuela de la película de 2019 Downton Abbey. Ambas películas fueron escritas por Julian Fellowes, creador y guionista de la serie de televisión homónima, siendo la secuela dirigida por Simon Curtis, en sustitución de Michael Engler, que dirigió la primera película. La cinta fue estrenada en el Reino Unido el 29 de abril de 2022 y en Estados Unidos el 20 de mayo de 2022.

## Reparto
- Nathalie Baye.[4]
- Hugh Bonneville como Robert Crawley, séptimo conde de Grantham.[5]
- Samantha Bond como Lady Rosamund Painswick.[6]
- Laura Carmichael como Edith Pelham, marquesa de Hexham.[5]
- Jim Carter como Charles Carson.[5]
- Raquel Cassidy como Phyllis Baxter.[7]
- Jonathan Coy como George Murray.
- Brendan Coyle como John Bates.[8]
- Hugh Dancy.[4]
- Michelle Dockery como Lady Mary Talbot.[5]
- Kevin Doyle como Joseph Molesley.[6]
- Michael Fox como Andy Parker.[6]
- Joanne Froggatt como Anna Bates.[8]
- Rob James-Collier como Thomas Barrow.[8]
- Harry Hadden-Paton como Herbert "Bertie" Pelham.[6]

- Laura Haddock como Myrna Dalgleish.[6]
- Allen Leech como Tom Branson.[6]
- Phyllis Logan como Elsie Carson.[8]
- Elizabeth McGovern como Cora Crawley.
- Sophie McShera como Daisy Mason.[6]
- Tuppence Middleton como Lucy Branson (nee Smith).[6]
- Lesley Nicol como Beryl Patmore.[6]
- Douglas Reith como Lord Merton.[6]
- Maggie Smith como Violet Crawley.[5]
- Imelda Staunton como Lady Maud Bagshaw.[6]
- Dominic West.[4]
- Penelope Wilton como Isobel Grey, Lady Merton.[6]

## Producción
Después del lanzamiento de la primera película en 2019, el creador Julian Fellowes y el elenco declararon que ya tenían ideas sobre hacer una secuela. En enero de 2020, se informó que Fellowes comenzaría a trabajar en él después de que terminara de escribir el guion de la serie dramática The Gilded Age. En septiembre de 2020, Jim Carter, quien interpreta a Carson, dijo que se había escrito el guion de la secuela, y en febrero de 2021, Hugh Bonneville, quien interpreta a Robert, declaró en una entrevista con BBC Radio 2 que una vez que el elenco y el equipo técnico habían sido vacunados contra COVID-19, se haría la película.
El rodaje estaba originalmente programada para realizarse del 12 de junio al 12 de agosto de 2021, en Hampshire, Inglaterra, pero la revista Deadline Hollywood confirmó que la producción comenzó a mediados de abril de 2021. El 16 de julio de 2021, Elizabeth McGovern anunció vía Instagram que había completado la filmación. El 25 de agosto de 2021, se anunció que el título de la película iba a ser «Downton Abbey: A New Era».

### Elenco
Se esperaba que regresara el elenco principal de la primera película. Hugh Dancy, Laura Haddock, Nathalie Baye y Dominic West se unieron al reparto un tiempo después.

## Lanzamiento
Downton Abbey: A New Era estaba inicialmente programado para estrenarse en los cines el 22 de diciembre de 2021, antes de que posteriormente se trasladara su fecha de lanzamiento al 18 de marzo de 2022. El 10 de noviembre de 2021, se lanzó un teaser de la nueva película. El avance de la película se proyectó solo en los cines de EE. UU., antes de la película Belfast, el fin de semana del 12 de noviembre, y luego se publicó en línea y en televisión el 15 de noviembre de 2021.